# Amígdala (DC Comics)
Amígdala es el alias del personaje de DC Comics, Aaron Helzinger, quien en algún momento fue un oponente de Batman. Tiene capacidad mental reducida, fuerza y resistencia casi sobrehumanas, y es propenso a estallidos de violencia debido a la experimentación médica en su cerebro, principalmente la extirpación de su amígdala.
Como se demuestra en síndrome de Klüver-Bucy, las personas con la amígdala lesionado con la experiencia de la vida real de una amplia gama de emociones, como la ira, pero con frecuencia en respuesta a los estímulos mal.
Aaron Helzinger apareció en la segunda temporada de Gotham interpretado por Stink Fisher y la segunda temporada de Batwoman interpretado por R.J. Fetherstonhaugh.

## Historial de publicaciones
Su primera aparición fue en el cómic titulado Batman: La sombra del murciélago  #3 publicada en agosto de 1992.

## Biografía ficticia
Anatómicamente, Amígdala se refiere al conjunto de células nerviosas del cerebro que controlan las asociaciones emocionales de muchos tipos. El grupo de amígdala de Aaron Helzinger fue removido en un intento de curarlo de su rabia homicida. Este procedimiento hizo que Amígdala se enojara mucho y fue lo opuesto a lo que se pretendía lograr con la cirugía. Fácilmente guiado debido a su naturaleza infantil, Amygdala ha sido el peón de varios villanos de Batman, pero cuando está debidamente medicado, puede ser pacífico.
Amígdala apareció por primera vez en Shadow of the Bat # 3 en 1992 durante el arco de la historia Batman: The Last Arkham. En el tema, Amígdala se vio obligada a atacar a Batman por el enloquecido Jeremiah Arkham. Batman sometió a Amígdala, pero luego se vio obligado a enfrentarse a más reclusos.
Amígdala apareció más tarde en la Parte 2 del arco de la historia de un año Batman: Knightfall, que también vio a otros personajes presentados en Batman: The Last Arkham regresar al universo de los cómics, especialmente Zsasz y Jeremiah Arkham. En Knightfall, Amígdala fue liberada del Arkham Asylum por Bane junto con muchos otros reclusos y pronto estuvo bajo el control del Ventrílocuo. Batman interceptó al ventrílocuo, pero Amígdala lo atacó rápidamente. Cuando Ventrílocuo escapó, Batman sometió a Amígdala una vez más y el villano no volvió a aparecer en Knightfall.
Ha sido liberado en la comunidad en numerosas ocasiones, donde ha sido aliado y amigo de Dick Grayson (Nightwing, el ex Robin). Vivía en el edificio de apartamentos del héroe y trabajaba como alcaide en la prisión de Lockhaven. Cuando Blockbuster estaba en el proceso de romper a Nightwing tanto física como emocionalmente, Blockbuster destruyó el complejo de apartamentos de Grayson mientras Amígdala estaba adentro. Amígdala sobrevivió, pero quedó muy traumatizado por la muerte de sus amigos.
En la trama Crisis infinita, Amígdala fue uno de los villanos que se unieron a la Sociedad Secreta de Super Villanos de Alexander Luthor Jr.
También apareció en la miniserie 2008 Gotham Underground, bebiendo en el Iceberg Lounge de Pingüino.
En el universo de reinicio de DC: Renacimiento, Amígdala aparece como uno de los muchos villanos que intentan matar a Batman para evitar que Dos Caras filtre información secreta. Junto a Killer Croc y Rey Tiburón, Amígdala ataca a Batman en un tren.

## Poderes y habilidades
Amígdala es un hombre enorme con la fuerza y la resistencia de un culturista de campeonato. Su inestabilidad emocional y su rabia explosiva aumentan esto aún más, haciéndolo propenso a episodios de violencia ilimitada sin las barreras y límites habituales establecidos por la autoconciencia.

## Otras versiones
En el cuento de Elseworlds Batman: Crimson Mist, la tercera parte de la trilogía que comenzó con Batman & Dracula: Red Rain, en la que Batman se convierte en vampiro, Amígdala hace un cameo durante el asalto de Batman al Arkham Asylum. Amígdala es asesinado y luego decapitado por el vampiro Batman.

## En ciencia
Se hace referencia breve a la amígdala en un artículo de Joseph LeDoux, un neurocientífico y experto en el papel de la amígdala anatómica en el procesamiento del miedo, como testimonio del interés popular en el área del cerebro.

## En otros medios
- Stink Fisher interpretó a Amígdala en la segunda temporada de Gotham.[8] Esta versión del personaje es un recluso de Arkham Asylum que junto a otros reclusos Barbara Kean, Jerome Valeska, Richard Sionis, Robert Greenwood y Arnold Dobkins fueron creados por el corrupto multimillonario Theo Galavan y su hermana Tabitha para causar estragos en Gotham City. como parte del plan definitivo de Galavan para convertirse en alcalde y entregar el control de la ciudad a la Orden de San Dumas.

- R. J. Fetherstonhaugh interpretó a Amígdala en el episodio de Batwoman. Esta versión es un paciente mentalmente inestable de Hamilton Dymanics y se apoda a sí mismo Amígdala. Fue liberado por el Dr. Ethan Rogers para llegar al misterio detrás de Desert Rose. Amígdala hace eso al embestir un camión en la camioneta que transportaba a Jacob Kane y Mary Hamilton, donde los mantiene cautivos en la clínica de Mary. Mary admite algunas cosas frente a Jacob, como su trabajo en el callejón y la Desert Rose que viene de Coryana. Cuando Sophie Moore le lleva a Amígdala el mapa a Coryana que obtuvo de Alice y Ocean, él la deja inconsciente cuando llega Batwoman. Con la ayuda de Luke, Batwoman derrota a Amígdala.